# (19912) Aurapenenta
(19912) Aurapenenta (1955 RE1) est un astéroïde de la ceinture principale, découvert le 14 septembre 1955 à l'observatoire Goethe Link près de Brooklyn, dans l'Indiana. Il a une magnitude absolue de 14.